# Liparetrus distinctus
Liparetrus distinctus är en skalbaggsart som beskrevs av Blackburn 1895. Liparetrus distinctus ingår i släktet Liparetrus och familjen Melolonthidae. Inga underarter finns listade i Catalogue of Life.